# Alvarado (Tolima)
Pour les articles homonymes, voir Alvarado.
Alvarado est une municipalité colombienne située dans le département de Tolima.

## Démographie
Selon les données récoltées par le DANE lors du recensement de la population colombienne en 2005, Alvarado compte une population de 8 873 habitants.

## Liste des maires
- 1994 - 1996 : Jairo Machado Pinzón
- 1997 - 1999 : Héctor Jhon Rodríguez
- 1998 - 2000 : Armando Reyes
- 2001 - 2003 : Ricaurte Tarquino Becerra
- 2004 - 2007 : Jairo Arnoldo Bejarano Reina
- 2008 - 2011 : Andrés Urueña Ovalle
- 2012 - 2015 : Yesid Fernando Torres Ramos
- 2016 - 2019 : Pablo Emilio Lopez Trujillo
- 2020 - 2023 : Henry Herrera Viña[2]